# Euroliga 2004./05.
Ovo je 48. izdanje elitnog europskog klupskog košarkaškog natjecanja. Maccabi Tel Aviv obranio je naslov. Sudjelovale su 24 momčadi raspoređene u tri skupine po osam. Najboljih pet iz dvije i šest iz jedne išlo je u Top 16 u kojem su bile formirane četiri skupine, a iz svake su dvije išle u četvrtzavršnicu. Završni turnir održan je u Moskvi od 6. do 8. svibnja 2005. Hrvatski predstavnik Cibona ispao je u Top 16.
- najkorisniji igrač:  Anthony Parker ( Maccabi Tel Aviv)

## Završni turnir

### Poluzavršnica
- Maccabi Tel Aviv -  Panathinaikos 91:82
- CSKA Moskva -  TAU Cerámica 78:85

### Završnica
- Maccabi Tel Aviv -  TAU Cerámica 90:78

- europski prvak:  Maccabi Tel Aviv (peti naslov)
  - sastav: Regev Fanan, Maceo Baston, Derrick Sharp, Nikola Vujčić, Anthony Parker, Gur Shelef, Tal Burstein, Yotam Halperin, Assaf Dotan, Šarūnas Jasikevičius, Nestoras Kommatos, Deon Thomas, Yaniv Green, trener Pini Gershon